# Icterus leucopteryx
Icterus leucopteryx là một loài chim trong họ Icteridae.